# Euteiches
Euteiches (altgriechisch Εὐτείχης Euteíchēs) ist eine Person der griechischen Mythologie.
Er ist der Sohn des Hippokoon aus Amyklai. In der Bibliotheke des Apollodor vertreibt er gemeinsam mit seinem Vater und seinen Brüdern Dorykleus, Skaios, Enarophoros, Bukolos, Lykaithos, Tebros, Hippothoos, Eurytos, Hippokorystes, Alkinoos und Alkon die Herrscher von Sparta, Ikarios und Tyndareos, aus der Stadt. Hippokoon und alle seine Söhne werden von Herakles getötet, woraufhin Tyndareos die Herrschaft wieder an sich nimmt.
Beim Chorlyriker Alkman wird er mit seinen Brüdern von den Dioskuren, den Söhnen des Herakles, erschlagen.